# Randumerak
Randumerak is een bestuurslaag in het regentschap Probolinggo van de provincie Oost-Java, Indonesië. Randumerak telt 1966 inwoners (volkstelling 2010).